# Grigóris Afxentíou
Grigóris Pierís Afxentíou (en grec moderne : Γρηγόρης Πιερής Αυξεντίου ; 22 février 1928 - 3 mars 1957) est un dirigeant rebelle chypriote grec qui s'engage contre la colonisation britannique de Chypre en tant que membre de l'EOKA.
Il est le bras droit de Geórgios Grívas et utilise le pseudonyme Zidros (Ζήδρος), le nom d'un célèbre brigand du XVIIIe siècle. Sa mort, en refusant de se rendre et en étant brûlé vif, fait de lui un héros du mouvement pour la libération de Chypre.

## Biographie
Afxentíou naît le 22 février 1928 dans le village de Lýsi à Chypre, fils d'Antónia et de Pierís Afxentíou, il a une jeune sœur nommée Chrystála. Il fréquente l'école primaire de Lýsi et poursuit ses études secondaires au Lycée hellénique de Famagouste. Selon ceux qui le connaissaient, il est alors un sportif enthousiaste et passionné de football. Il soutient l'équipe de football d'Anórthosis, l'équipe de Famagouste.
Afxentíou part pour la Grèce, où il ne parvient pas à obtenir une place à l'Académie militaire grecque à Athènes. En décembre 1949, il rejoint l'armée grecque en tant que volontaire. De mars à octobre 1950, il suit les cours de l'Académie des officiers de réserve d'infanterie sur l'île de Syros. Il sert ensuite dans l'armée grecque à la frontière gréco-bulgare en tant que sous-lieutenant, avant de retourner à Chypre et de rejoindre la lutte de l'EOKA. Il est libéré des rangs de l'armée grecque le 15 novembre 1953 et retourne à Chypre, où il aide son père dans son entreprise en travaillant comme chauffeur de taxi. À cette époque, il se fiance également.
Afxentíou rejoint donc l'Organisation nationale des combattants chypriotes (EOKA), où il devient rapidement le bras-droit du dirigeant, Geórgios Grívas,. Il est d'abord affecté au commandement régional du district de Famagouste, qu'il connait bien. C'est lui qui a en premier l'idée d'obtenir des explosifs dans les eaux peu profondes au large de Famagouste, comme le faisaient les pêcheurs locaux pour dynamiter les poissons. Les explosifs sont fabriqués à partir des obus excédentaires déversés en mer par l'armée britannique à la fin de la Seconde Guerre mondiale. Afxentíou est apprécié de ses pairs et il ne faut pas longtemps au général Grívas pour le promouvoir au poste de commandant du district de Kyrenia.

### Guerre d'indépendance chypriote
Au printemps 1955, il dirige des attentats contre la Société de radiodiffusion de Chypre et la seule compagnie d'électricité de Nicosie. Connu sous le nom de code Zidros (Ζήδρος), depuis le jour de ces attentats, il est en tête de la liste des hommes les plus recherchés par le gouvernement colonial,. Au départ, une récompense de 250 livres est annoncée pour son arrestation, qui est rapidement portée à 1 000 livres, puis à 5 000 livres sterling pour avoir fait exploser des biens du gouvernement colonial,.
Lorsque la récompense est annoncée, il se cache dans la chaîne de montagnes du Pentadactylos, où il forme les combattants de l'EOKA à l'utilisation des armes et à la guérilla. Il est très actif dans cette région ainsi que dans le massif de Tróodos. En octobre 1955, le lendemain de l'arrivée du maréchal britannique Harding à Chypre, Afxentiou attaque en plein jour le poste de police de Lefkóniko et saisit l'ensemble de l'armurerie qui s'y trouve. Bien que l'attaque soit planifiée longtemps à l'avance, elle semble clairement être un défi à l'autorité du maréchal, qui se lance ensuite à la poursuite d'Afxentíou avec zèle. En décembre 1955, il est déplacé sur ordre du général Grívas dans le massif de Tróodos et dans la cachette du général à Spília, ce qui conduit à la participation d'Afxentíou à la bataille de Spília (en), où les britanniques se tirent dessus eux-mêmes, causant 250 victimes, dont 127 décès, 102 blessés et 21 disparus, ce qui en fait l'incident de feu ami le plus meurtrier de l'histoire moderne du Royaume-Uni.
Le 3 mars 1957, après que l'emplacement d'Afxentíou est trahi par un informateur chypriote, les forces britanniques encerclent Afxentíou à l'extérieur de sa cachette secrète près du monastère de Machairás (en), près de Lazaniás. À ce moment-là, à l'intérieur de la cachette se trouvent Afxentíou et quatre autres combattants de la guérilla. Se rendant compte qu'il est en infériorité numérique, Afxentíou ordonne à ses camarades de se rendre mais reste pour se battre jusqu'à la mort. Les forces britanniques demandent à Afxentíou de remettre ses armes, mais il leur répond « Μολὼν λαβέ / Molṑn labé » (« Venez les prendre »), citant la réponse du roi Léonidas de Sparte à Xerxès,,. Incapables de le déloger et ayant subi des pertes, les forces britanniques finissent par verser de l'essence dans sa cachette et y mettent le feu, le brûlant vif.
Craignant une révolte populaire, les Britanniques enterrent son corps dans les tombes des prisonniers dans la cour de la prison centrale de Nicosie, où il reste enterré.

## Postérité
Les moines du monastère de Machairás (en) organisent un musée en hommage à Afxentíou et près de l'endroit où il est mort, une statue est érigée en sa mémoire.
À Akrítas, village grec de Macédoine-Occidentale, on peut trouver le « Musée historique - Grigóris Afxentíou », qui lui rend hommage puisqu'il a servi en tant que lieutenant de réserve à Akrítas.
Son histoire est enseignée dans les écoles chypriotes.